# Čiovo
Čiovo [tschi'owo] (italienisch Bua) ist eine kroatische Insel in der Adria vor der Küste Mitteldalmatiens westlich von Split am westlichen Ausgang der Bucht von Kaštela. Die Insel ist etwa 15,3 km lang und bis zu 3,5 km breit. Die höchste Erhebung der Insel ist Rudine mit einer Höhe von rund 220 m. Sehenswert ist die Wallfahrtskirche Prizidnica auf der Ostseite der Insel, die direkt in den Fels gebaut wurde.
Im Nordwesten ist die Insel mittels einer (mittlerweile nicht mehr für den Schiffsverkehr genutzten) Klappbrücke mit der Stadt Trogir verbunden. Dies war lange die einzige Verbindung der Insel zum Festland. Eine neue etwa 550 m lange Klappbrücke wurde am 17. Juli 2018 etwas östlich davon eröffnet und entlastet den Verkehr deutlich. Da es zuvor regelmäßig zu Verkehrsengpässen zum und vom Festland kam, wurde auf der Insel im Jahre 2016 eine Ambulanz eingerichtet.
Auf der Insel liegen neben einem Stadtteil von Trogir (Čiovo/Bua) sechs weitere Ortschaften: Slatine, Arbanija, Mastrinka, Žedno, Okrug Gornji und Okrug Donji. Insgesamt leben rund 6000 Menschen auf der Insel.
Entgegen der verbreiteten Meinung, der Name der Insel rühre von einem Streit her und bedeute daher „Wessen ist das?“ (kroat.: „Čije je ovo?“), leitet sich Čiovo vom lateinischen caput Iovis ab, was so viel bedeutet wie „Haupt Jupiters“.
Bei den Römern hieß die Insel Bova, Boa, Boae oder Bua. Sie wird bei Plinius dem Älteren erwähnt (Naturalis historia 3,26). In der Kaiserzeit diente sie als Verbannungsort.

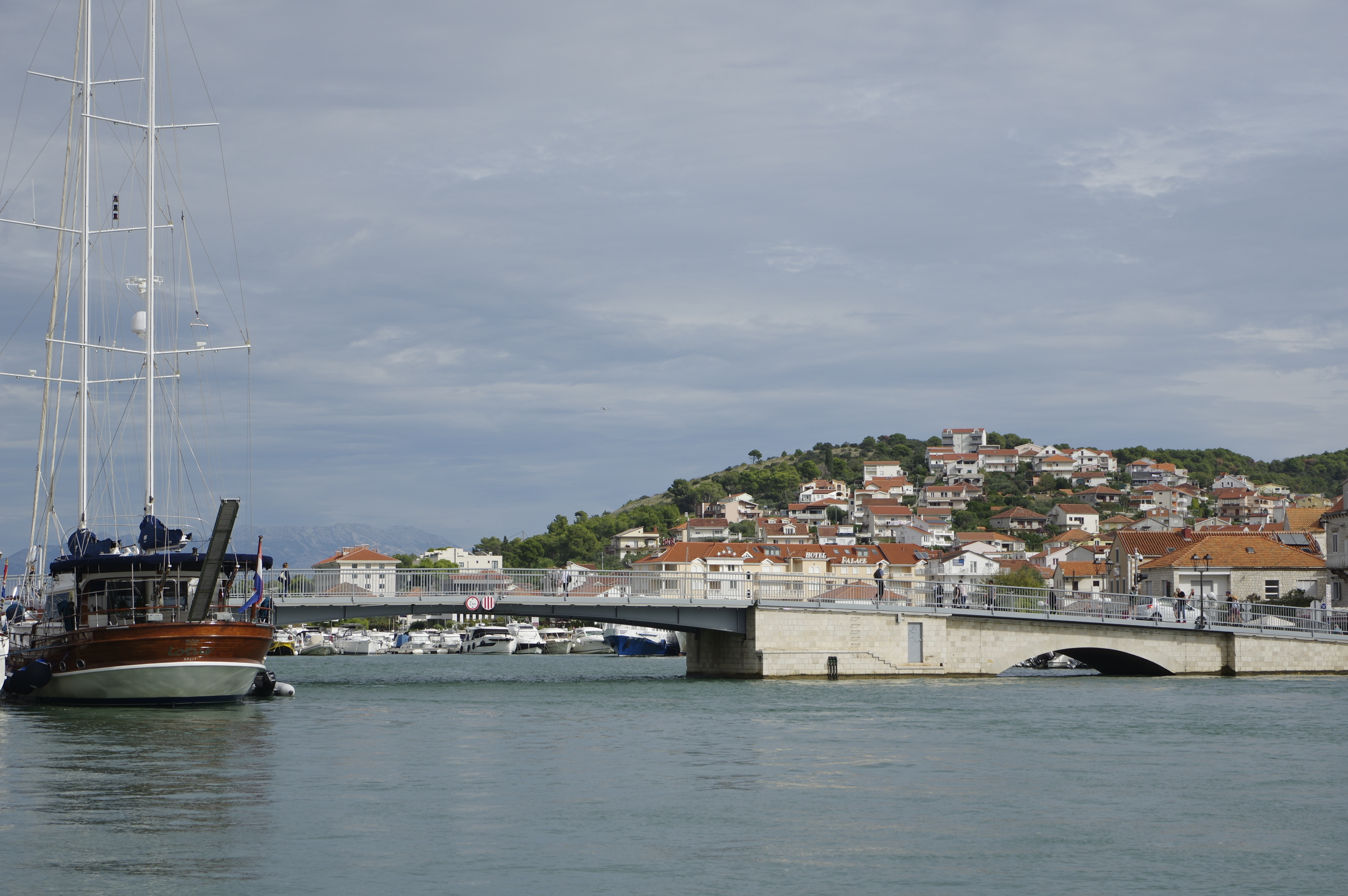
Ehemals einzige Brücke zwischen Trogir und Čiovo
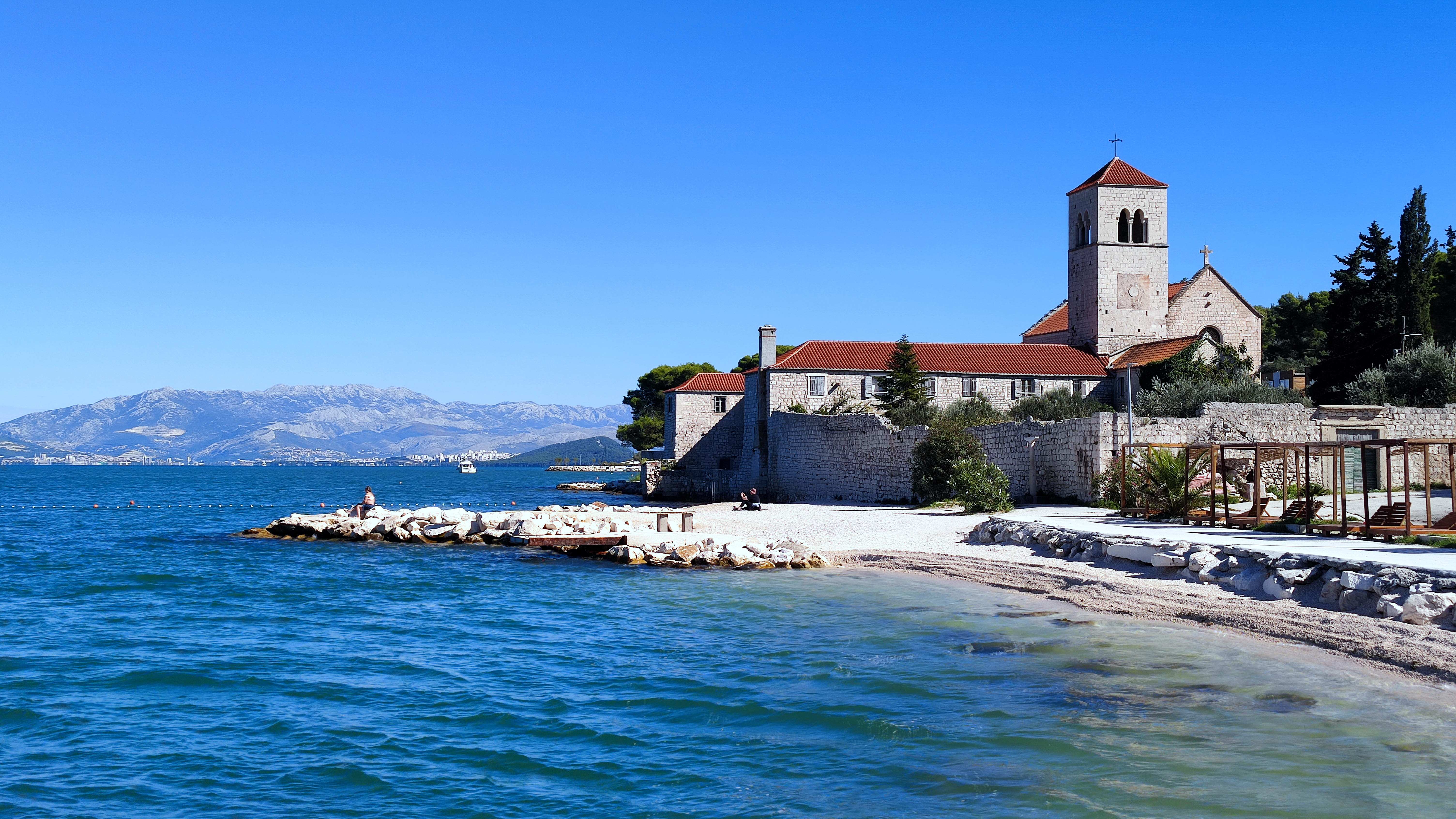
Arbanija Sveti Križ
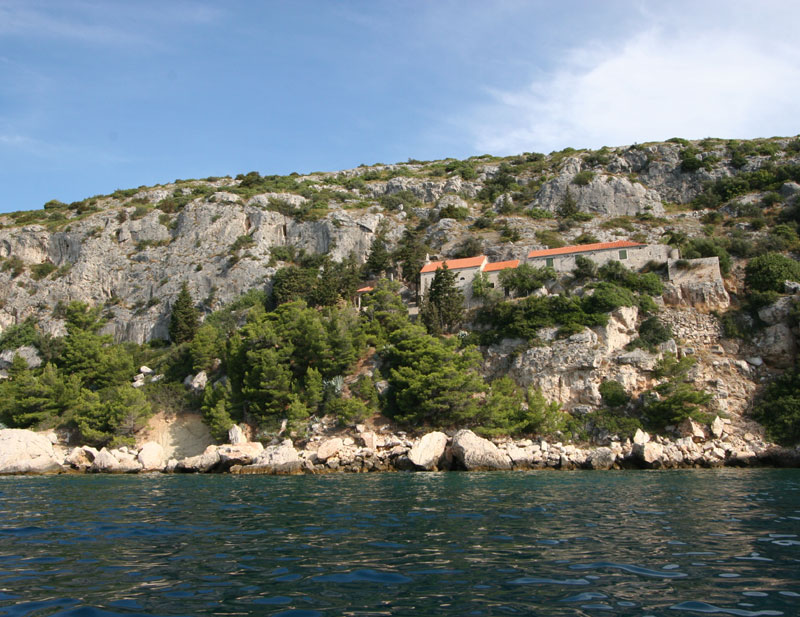
Prizidnica
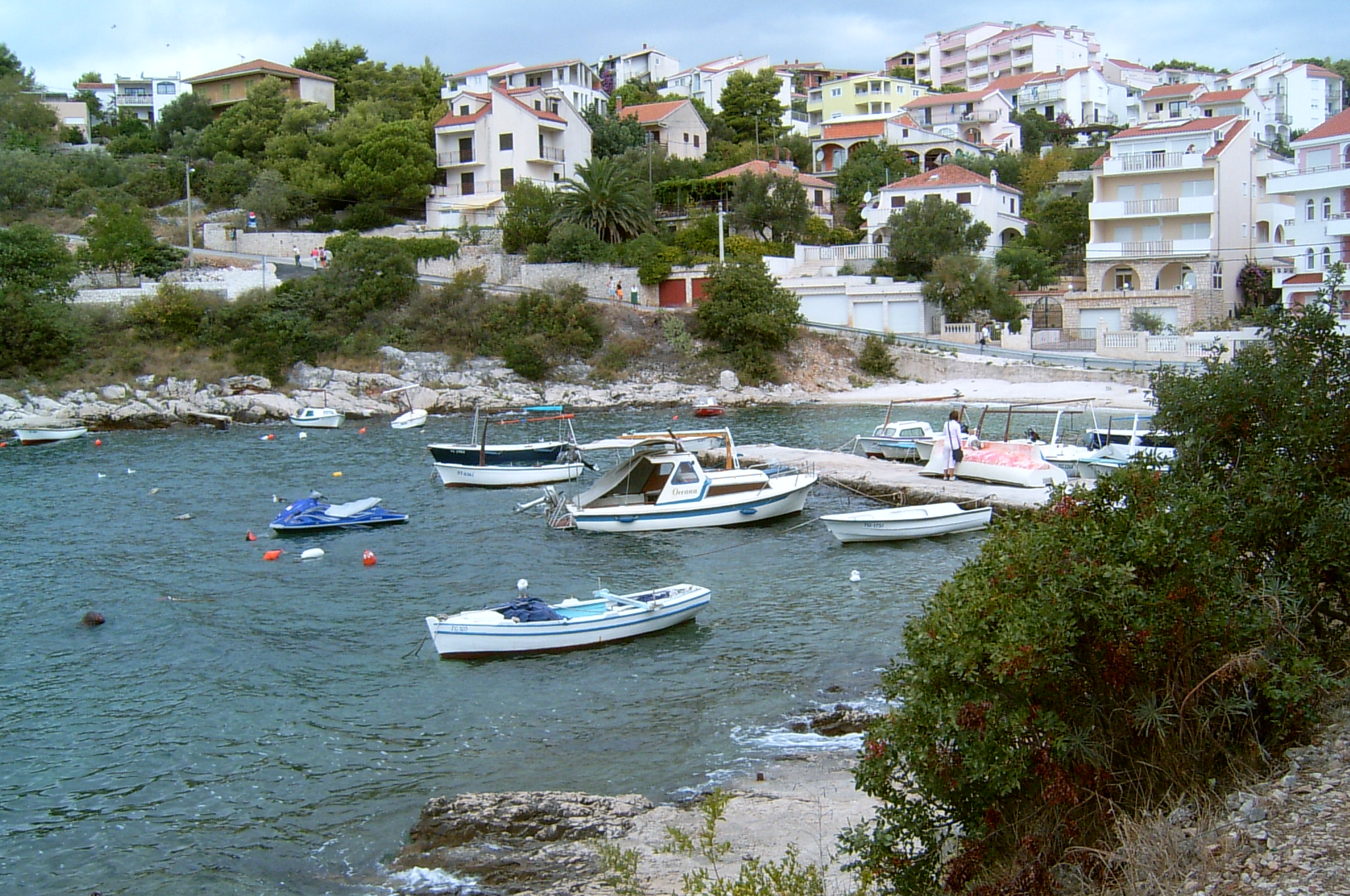
Okrug Gornji